# Bryoerythrophyllum noguchianum
Bryoerythrophyllum noguchianum là một loài Rêu trong họ Pottiaceae. Loài này được (Gangulee) K. Saito mô tả khoa học đầu tiên năm 1975.